# ウィルモット・ヴォーン (第2代リズバーン伯爵)
第2代リズバーン伯爵ウィルモット・ヴォーン（英語: Wilmot Vaughan, 2nd Earl of Lisburne、1755年5月9日 – 1820年5月6日）は、アイルランド貴族。1766年から1800年までヴォーン卿の儀礼称号を使用した。

## 生涯
初代リズバーン伯爵ウィルモット・ヴォーンと1人目の妻エリザベス（Elizabeth、旧姓ナイチンゲール（Nightingale）、1755年5月19日没、ジョセフ・ガスコイン・ナイチンゲールの娘）の息子として、1755年5月9日に生まれた。1773年1月4日、オックスフォード大学モードリン・カレッジに入学した。
1778年11月ごろには精神疾患の兆しを示し、1779年8月24日に精神異常者と認定された。
1800年1月6日に父が死去すると、リズバーン伯爵位を継承したが、精神異常者として認定されたため領地管理は異母弟ジョンが行った。
1820年5月6日に生涯未婚のままリンカンシャーのスタンフォード近くで死去、異母弟ジョンが爵位を継承した。